# Pachrophylla lineata
Pachrophylla lineata är en fjärilsart som beskrevs av Butler 1882. Pachrophylla lineata ingår i släktet Pachrophylla och familjen mätare. Inga underarter finns listade i Catalogue of Life.